# Науменко, Иван Яковлевич
Ива́н Я́ковлевич Нау́менко (бел. Іван Якаўлевіч Навуменка; 16 февраля 1925, Василевичи, Гомельская губерния — 17 декабря 2006, Минск) — белорусский советский прозаик и драматург, литературовед. Академик Национальной академии наук Беларуси (1980). Доктор филологических наук (1969), профессор (1971). Заслуженный деятель науки Белорусской ССР (1978). Народный писатель Беларуси (1995). Председатель ВС БССР (1985—1990). Член СП СССР (1957).

## Биография
Родился 16 февраля 1925 года в городе Василевичи (ныне Речицкий район Гомельской области, Беларусь) в семье железнодорожников.
Участник Великой Отечественной войны. С января 1942 года — в комсомольском подполье, затем — в партизанах. В декабре 1943 года призван в РККА. Участвовал в боях на Ленинградском и 1-м Украинском фронтах.
После мобилизации (декабрь 1945) — корреспондент мозырской областной газеты «Бальшавік Палесся», с 1951 года — республиканской газеты «Звязда».
Заочно окончил БГУ имени В. И. Ленина (1950) и аспирантуру при университете (1954).
Был заведующим отдела прозы литературного журнала «Маладосць» (1953—1958), в 1954—1973 годах старший преподаватель, доцент, профессор, заведующий кафедрой белорусской литературы БГУ имени В. И. Ленина. В 1973—1982 годах директор Института литературы имени Янки Купалы АН БССР. В 1982—1992 годах вице-президент АН БССР. В 1985—1990 годах депутат ВС БССР. Председатель ВС БССР (1985—1990).
В 1992—2002 годах советник Президиума Национальной академии наук Беларуси. С 2002 года главный научный сотрудник Института литературы НАН Беларуси.
Дети — Науменко Павел Иванович, кандидат филологических наук, преподаватель филологического факультета БГУ; Науменко Валерия Ивановна, врач — офтальмолог, кандидат медицинских наук, доцент кафедры глазных болезней Белорусского государственного медицинского университета; Науменко Татьяна Ивановна, доктор искусствоведения, профессор, зав. кафедрой теории музыки Российской академии музыки имени Гнесиных. Умер 17 декабря 2006 года в Минске.

## Научная деятельность
Опубликовал около 200 научных работ, в том числе 10 монографий.
Исследовал творчество Я. Купалы, Я. Коласа, ряда других белорусских писателей.

## Научная библиография
- Навуменка, І. Я. З глыбінь жыцця : Крытычныя эцюды аб творчасці Якуба Коласа / І. Я. Навуменка. — Мінск : Дзяржвыдат, 1960. — 110 с.
- Навуменка, І. Я. Пісьменнікі-дэмакраты / І. Я. Навуменка. — Мінск : Народная асвета, 1967. — 115 с.
- Навуменка, І. Я. Кніга адкрывае свет : Літаратурна-крытычныя артыкулы / І. Я. Навуменка. — Мінск : Мастацкая літаратура, 1978. — 302 с.
- Навуменка, І. Я. Янка Купала : Духоўны воблік героя / І. Я. Навуменка. — 2-е выданне, дапоўненае. — Мінск : Вышэйшая школа, 1980. — 205 с.
- Навуменка, І. Я. Якуб Колас : Духоўны воблік героя / І. Я. Навуменка. — 2-е выданне, дапоўненае. — Мінск : Выдавецтва БДУ, 1981. — 240 с.
- Навуменка, І. Я. Элементы міфалогіі ў паэзіі Янкі Купалы і Якуба Коласа / І. Я. Навуменка. — Мінск : Навука і тэхніка, 1988. — 38 с.
- Навуменка, І. Я. Вінцэнт Дунін-Марцінкевіч / І. Я. Навуменка. — Мінск : Навука і тэхніка, 1992. — 216 с.
- Навуменка, І. Я. Адраджэнне славян і творчасць В. Дуніна-Марцінкевіча / І. Я. Навуменка. — Мінск : Навука і тэхніка, 1993. — 32 с.
- Навуменка, І. Я. Максім Багдановіч / І. Я. Навуменка. — Мінск : Беларуская навука, 1997. — 141 с.
- Навуменка, І. Я. Ранні Кузьма Чорны (1923—1929) / І. Я. Навуменка. — Мінск : Беларуская навука, 2000. — 94 с.
- Навуменка, І. Я. Вывучэнне творчасці Максіма Багдановіча ў школе / І. Я. Навуменка. — Мінск : Беларуская навука, 2001. — 154 с.
- Навуменка, І. Я. Якуб Колас : Нарыс жыцця і творчасці / І. Я. Навуменка. — 2-е выданне, са змяненнямі. — Мінск : Народная асвета, 2003. — 205 с.
- Навуменка, І. Я. Змітрок Бядуля / І. Я. Навуменка. — 2-е выданне. — Мінск : Беларуская навука, 2004. — 226 с.

## Литературное творчество
Известен как прозаик. Первый рассказ опубликовал в 1955 году (журнал «Маладосць»). Вышло более 80 изданий художественной прозы.
Главной темой художественных произведений является Великая Отечественная война, а также жизнь интеллигенции, природа, детский мир. Эти темы нашли отражение в романах «Сасна пры дарозе» (1962), «Вецер у соснах» (1967), «Сорак трэці» (1973), «Смутак былых начэй» (1979), «Асеннія мелодыі» (1987) и повестях. Романтикой проникнуты книги «Хлопцы-равеснікі» (1958), «Таполі юнацтва» (1966, премия Ленинского комсомола Белоруссии 1967 г.).

## Литературная библиография

### Книги прозы
- бел. «Семнаццатай вясной» («Семнадцатой весной») (1957)
- бел. «Хлопцы-равеснікі» («Парни-ровесники») (1958)
- бел. «Верасы на выжарынах («Вереск на пожарищах») (1960)
- бел. «Бульба» («Картошка») (1964)
- бел. «Таполі юнацтва» («Тополи юности») (1966)
- бел. «Вераніка : Апавяданні» («Вераника : Рассказы») (1968)
- бел. «Тая самая зямля» («Та самая земля») (1971)
- бел. «Замець жаўталісця» («Метелица жёлтолистья») (1977)
- бел. «Сярэбраныя мхі : Апавяданні і аповесць» («Серебряные мхи : Рассказы и повесть») (1983)
- бел. «Водгулле далёкіх вёснаў : Апавяданні і аповесці» («Эхо далёких вёсен : Рассказы и повести») (1989)
- бел. «Гасцініца над Прыпяццю : Аповесць і апавяданні» («Гостиница над Припятью : Повесть и рассказы») (1994)
- бел. «Дзяцінства. Падлетак. Юнацтва : аповесці» («Детство. Подросток. Юность: повести») (1997; 2000; 2008)
- бел. «Любімы горад : Аповесць, апавяданні» («Любимый город: Повесть, рассказы») (1999; 2001)

### Романы
- бел. «Сасна пры дарозе» («Сосна у дороги») (1962; 1975; 1980; 1991; 2001)
- бел. «Вецер у соснах» («Ветер в соснах») (1967; 1975; 1993)
- бел. «Сорак трэці» («Сорок третий») (1974; 1976; 1996)
- бел. «Смутак белых начэй: раман, аповесць, апавяданні» («Грусть белых ночей: роман, повесть, рассказы») (1980)
- бел. «Летуценнік. Смутак белых начэй» («Мечтатель. Грусть белых ночей») (1985)
- бел. «Асеннія мелодыі: раман, апавяданні» («Осенние мелодии: роман, рассказы») (1987)

### Проза для детей
- бел. «Вайна каля Цітавай копанкі» («Война около Титового пруда») (1959)
- рус. «Капитан Степь идёт в разведку» (совместно с В. Мамонтовым) (1982)
- бел. «Пераломны ўзрост : Аповесці і апавяданні» («Переломный возраст : Повести и рассказы») (1986)
- бел. «Год карася : Апавяданні» («Год карася : Рассказы») (1988)
- бел. «Хатняе зайчанё : Апавяданні» («Домашний зайчёнок : Рассказы») (1998) (Художник Г. П. Сеньковский)
- бел. «Гуканне над верасамі : Аповесці, апавяданні» («Перекличка над вереском : Повести, рассказы») (2002) (Художник В. Б. Максимов)
- бел. «Аповесці, апавяданні» («Повести, рассказы») (2009)

### Юмор
- бел. «Апрасцімся, сябры! Апавяданні» («Опростимся, друзья! Рассказы») (1990)

### Драматургические произведения
- бел. «Птушкі між маланак» («Птицы между молний») (1982)

### Избранное
- бел. «Падарожжа ў юнацтва: Выбранае» («Путешествие в юность: Избранное») (1972)
- бел. «Збор твораў: У 6 т.» («Собрание сочинений: В 6 т.») (1981—1984)
- бел. «Выбраныя творы. У 2 т.» («Избранное : В 2 т.») (1995—1997)
- бел. «Збор твораў: У 10 т.» («Собрание сочинений: В 10 т.») (2012 — продолжается)

### В переводе на русский язык
- Науменко, И. Я. Голубиный взлет : Рассказы / И. Я. Науменко; Автор. пер. с белорус. Е. Мозолькова. — Москва : Советский писатель, 1961. — 331 с.
- Науменко, И. Я. Путешествие в юность : повесть и рассказы / И. Я. Науменко; Автор. пер. с белорус. — Москва : Советский писатель, 1967. — 343 с.
- Науменко, И. Я. Война у Титова пруда : повесть / И. Я. Науменко; Автор. пер. с белорус. — Минск : Беларусь, 1969. — 95 с.
- Науменко, И. Я. Та самая земля : Повесть и рассказы / И. Я. Науменко; Автор. пер. с белорус. Р. Ветошкиной. — Москва : Советский писатель, 1973.
- Науменко, И. Я. Сорок третий : роман / И. Я. Науменко; Автор. пер. с белорус. М. Горбачева. — Москва : Советский писатель, 1976. — 368 с.
- Науменко, И. Я. Тополя нашей юности : Рассказы и повести / И. Я. Науменко; Пер. с белорус. — Москва : Художественная литература, 1978. — 492 с.
- Науменко, И. Я. Последняя осень : Рассказы и повести / И. Я. Науменко; Автор. пер. с белорус. — Минск : Мастацкая літаратура, 1979. — 413 с.
- Науменко, И. Я. В бору на рассвете : Повести / И. Я. Науменко; Автор. пер. с белорус. — Минск : Мастацкая літаратура, 1988. — 304 с.
- Науменко, И. Я. Грусть белых ночей : Повести. Роман / И. Я. Науменко; Автор. пер. с белорус. — Москва : Известия, 1988. — 526 с.

## Награды и премии
- Орден Красной Звезды (12.09.1945)
- Орден Отечественной войны II степени (1985)
- Орден Октябрьской Революции (15.02.1985) — за заслуги в развитии советской литературы, филологической науки, активное участие в общественной жизни и в связи с шестидесятилетием со дня рождения[4]
- Орден Трудового Красного Знамени (14.02.1975) — за заслуги в развитии советской литературы и в связи с пятидесятилетием со дня рождения[5]
- Орден Отечества III степени (25.10.2000) — за большой личный вклад в развитие национальной литературы, активную научную и общественную деятельность[6]
- медали
- Народный писатель Беларуси (16.02.1995) — за большой вклад в развитие белорусской литературы[7]
- Заслуженный деятель науки Белорусской ССР (1978)
- Премия Ленинского комсомола Белоруссии (1967) — за книгу «Таполі юнацтва» (1966)
- Государственная премия БССР имени Я. Коласа (1972) — за монографии «Янка Купала : Духоўны воблік героя» (1967) и «Якуб Колас : Духоўны воблік героя» (1968)
- Премия Национальной академии наук Беларуси за цикл монографий (1997)

## Память
- В 2010 году Почтой Республики Беларусь выпущена почтовая марка, посвященная 85-летию со дня рождения И. Я. Науменко.
- В Минске 12 октября 2011 года открыта мемориальная доска в память И. Я. Науменко (скульптор — Владимир Слободчиков).
- В 2016 году в отделе краеведения Гомельской областной универсальной библиотеки имени В. И. Ленина открыта музейная экспозиция, посвящённая народным писателям БССР — уроженцам Гомельщины
- Имя Ивана Науменко присвоено улице и проезду в Минске[8][9] — («улица Ивана Науменко», «переулок Ивана Науменко»)